# Foldblad
Foldblad (Veratrum) er slægt med ca. 10 arter, der er udbredt på den nordlige halvkugle. Det er kraftige, flerårige urter med lodrette jordstængler, som øverst er pakket ind i rester efter bladskederne. Stænglen er enlig og bærer bladene skruestillet. De er ægformede og foldet på langs med hel rand og hårløse bladsider. Blomsterne er samlet i endestillede aks. De enkelte blomster er 3-tallige og regelmæssige, dog sådan at de øverste ofte er rent hanlige. Blomsterbladene er udspærrede og frie. Frugterne er kapsler med mange frø.
| Beskrevne arter |

- Hvid foldblad (Veratrum album)
- Californisk foldblad (Veratrum californicum)
- Sort foldblad (Veratrum nigrum)

| Andre arter |

- Veratrum dahuricum
- Veratrum fimbriatum
- Veratrum grandiflorum
- Veratrum japonicum
- Veratrum maackii
- Veratrum schindleri
- Veratrum virginicum
- Veratrum viride